# 鄭灼
鄭灼（てい しゃく、514年 - 581年）は、南朝梁から陳にかけての儒学者。字は茂昭。本貫は東陽郡信安県。

## 経歴
梁の通直散騎侍郎・建安県令の鄭季徽の子として生まれた。幼くして儒学に志し、皇侃に学問を受けた。家は貧しく、筆が摩耗すると削って用い、つねに菜食して日夜に義疏を学んだ。経学に通じて、とくに三礼に明るかった。中大通5年（533年）、奉朝請を初任とした。員外散騎侍郎・給事中・安東臨川王府記室参軍・平西邵陵王府記室を歴任した。皇太子蕭綱が儒学を愛好していたため、鄭灼は召し出されて西省義学士となった。承聖年間、通直散騎侍郎となり、国子博士を兼ねた。まもなく威戎将軍となり、中書通事舎人を兼ねた。陳の武帝・文帝の代には、安東臨川王府諮議参軍・鎮北鄱陽王府諮議参軍を歴任し、中散大夫に累進して、本官のまま国子博士を兼ねた。
太建13年（581年）、死去した。享年は68。

## 伝記資料
- 『陳書』巻33 列伝第27
- 『南史』巻71 列伝第61